# Hugo Baum
Hugo Baum (17 de enero de 1867 en Forst (Lausitz) - 15 de abril de 1950, Rostock) fue un botánico, micólogo, y explorador alemán.
Como resultado de su participación en la expedición Cunene Zambezi del 11 de agosto de 1899 al 6 de junio de 1900 en el corazón del continente africano no solo estudiaron la evaluación del potencial económico del sur de Angola sino también recolectaron colecciones botánicas y zoológicas significativas. De vuelta de África vivió en Rostock y trabajó en el Jardín Botánico de la Universidad de Rostock, donde, a pesar de las dificultades, jugó un papel decisivo en el desarrollo de esta institución. A la edad de 58 realizó viaje a México, donde realizó nuevos descubrimientos.

## Algunas publicaciones
- Hugo Baum, Otto Warburg (eds.) 1903. Kunene-Sambesi-Expedition. Kolonial-Wirtschaftliches Komitee. Berlín, 153 pp. reimpreso por BiblioBazaar, 2010, 646 pp. ISBN 117490285X, ISBN 9781174902857

- ---------, Walter Allendorff (eds.) 1925. Allendorffs Kulturpraxis der Kalt- und Warmhauspflanzen. Parey, Berlín

## Honores

### Eponimia
Géneros
- Baumiella (hongos)

Baumia (familia Scrophulariaceae)
70 especies de plantas
3 especies de insectos, una de mariposa, dos de hormigas
- La abreviatura «Baum» se emplea para indicar a Hugo Baum como autoridad en la descripción y clasificación científica de los vegetales.[4]